# نظرية الحافز
في علم النفس، نظرية الحافز (بالإنجليزية: Drive theory) هي نظرية تحاول تعريف أو تحليل أو تصنيف الحوافز النفسية. والحافز هو "حالة إثارة تنتج عن اضطرابات في الاستتباب"، أو هو حاجة غريزية لديها القدرة على قيادة سلوك الفرد.

تستند نظرية الحافز على مبدأ أن الكائنات الحية تولَد باحتياجات نفسية معينة، وأن هناك حالة سلبية من التوتر قد تنشأ عندما لا يتم اشباع هذه الاحتياجات. وعندما يتم اشباعها، فإن الدافع يقل، ويعود الكائن إلى حالة العادية من التوازن والاسترخاء. ووفقا لهذه النظرية، فإن الحافز يميل إلى الزيادة بمرور الوقت ويعمل طبقا لنظام تحكم التغذية المرتجعة، مثل الترموستات.
في عام 1943، كان العالمان النفسيان كلارك هال وكينيث سبينس أول من اهتم بفكرة الحافز والدوافع وتفسير كل السلوكيات، وبعد سنة من البحث كوّنا نظرية الحافز. في دراسة أجراها هال، وُضعت مجموعتان من الجرذان في متاهة، وقُدم الطعام إلى المجموعة أ بعد ثلاث ساعات وإلى المجموعة ب بعد 22 ساعة. وجد هال أن الجرذان التي حُرمت من الطعام فترةً أطول كانت أكثر احتمالًا للعودة عبر ذات الطريق لتحصل على الطعام.

## التحليل النفسي
يشير مصطلح التحليل النفسي لنظرية الحافز إلى نظرية الدوافع أو الحوافز أو الغرائز التي لها غرض واضح. ينتج الدافع لاستعادة التوازن عندما يُكشف خلل التوازن الداخلي بآليات استتبابية. في عام 1927، قال سيغموند فرويد أن نظرية الحافز كانت أكثر ما يحتاجه التحليل النفسي. كان معارضًا للمنهجية الشخصية في علم النفس، ورافضًا لكونها شكلًا من جنون العظمة وبديلًا عن الدوافع المصنفة على شكل ثنائيات مثل دوافع إيروس/ثاناتوس، الدوافع باتجاه الحياة والموت على التتالي، ودوافع الجنس والذات.
نُشر كتاب فرويد قلق في الحضارة في ألمانيا عام 1930، عندما كان نظام الفاشية السياسي مسيطرًا على البلاد بشكل كامل، وكانت التحذيرات من الحرب الأوروبية الثانية تقود إلى نداءات متعارضة لإعادة التسلح وتحقيق السلام. في مواجهة هذا الوضع، كتب فرويد: «في مواجهة القوة المدمرة المتحررة، من المتوقع الآن أن ثالث «القوتين السماويتين»، إيروس السرمدي، سيضع قوته من الآن وصاعدًا لإبقاء نفسه جانب عدوه الخالد على حد سواء».
في عام 1947، سعى الطبيب النفسي وعالم النفس ليوبولد سوندي بدلًا من هذا إلى إنشاء نظرية الحافز المنهجية. وُصف مخطط الحوافز الذي شكله سوندي بأنه إضافة ثورية لعلم النفس، وبأنه يمهد الطريق لطب النفس النظري والأنثروبولوجيا التحليلية النفسية (علم الإنسان التحليلي النفسي).

## نظرية التعلق الباكر
في نظرية التعلق الباكر، اقتُرحت نظرية تخفيض الحافز السلوكي من قبل دولارد وميلر عام 1950 لتفسير الآلية التي تقف خلف التعلق الباكر عند الرضع. تقترح نظرية تخفيض الحافز السلوكي أن الرضع وُلدوا مع حوافز بدئية، كالجوع والعطش، والتي لا يمكن أن يخفضها سوى مانح العناية، وهو الأم عادة. خلال عملية التشريط الكلاسيكي، يتعلم الطفل ربط أمه بإشباع حوافزه، وبالتالي القدرة على تشكيل روابط تعلق رئيسية. ولكن هذه النظرية واجهت اعتراضًا من قبل أعمال هاري هارلو، وخاصةً تجاربه التي تشمل الفصل الأمومي لقردة الريزوس، والتي أشارت إلى أن الارتياح يملك قيمة حافزية أكبر من الجوع.

## علم النفس الاجتماعي
في علم النفس الاجتماعي، استُخدمت نظرية الحافز من قبل روبرت زاجونك عام 1965 لتفسير ظاهرة التيسير الاجتماعي. يلاحظ وفق تأثير الجمهور أنه في بعض الحالات يُسهّل وجود جمهور منفعل القيامَ بالمهام بشكل أفضل، بينما في حالات أخرى، يكون وجود الجمهور مثبطًا لإجراء المهام.
تقترح نظرية الحافز لزاجونك أن الاتجاهات المحددة المتنوعة للإجراء هي إما مهمة تتشكل من استجابة مسيطرة صحيحة (وهذا يعني أن المهمة تُعتبر سهلة من وجهة نظر شخصية للفرد) أو استجابة مسيطرة غير صحيحة (تُعتبر صعبة من وجهة نظر شخصية).
في وجود الجمهور المنفعل، يكون الفرد في حالة متصاعدة من الإثارة المتزايدة. تسبب الإثارة المتزايدة، أو التوتر، تشريع الفرد لسلوكيات تشكل استجابات مسيطرة، وبما أن استجابات الفرد المسيطرة هي الاستجابات الأكثر احتمالًا للحدوث، فهي تُمنح المهارات المتوفرة عند الفرد. إذا كانت الاستجابة المسيطرة صحيحة، يحسن الوجود الاجتماعي من إنجاز المهام، لكن إذا كانت الاستجابة المسيطرة خاطئة، ينتج عن الوجود الاجتماعي إنجازات غير مناسبة.

### الدليل المعزز
لوحظ هذا السلوك للمرة الأولى من قبل تريبلت عام 1898 بينما كان يراقب راكبي الدراجات الذين يتسابقون معًا ضد الدراجين الذين يتسابقون وحيدين. وُجد أن وجود تجمع من الدراجين الآخرين أنتج أداءً أعظم. لوحظ سلوك مماثل من قبل تشن عام 1937 عند النمل أثناء بنائه المستعمرات. ولكن لم يكن هناك أي تفسير تجريبي لتأثير الجمهور حتى قيام زانجونك بالتحقيق في هذا السلوك في الستينيات من القرن العشرين.
بُنيت نظرية الحافز لزانجونك على تجربة شملت التحقيق في تأثير التيسير الاجتماعي على الصراصير. ابتكر زانجونك دراسةً تُحرَّر فيها أفراد الصراصير في أنبوب يحوي ضوءًا في نهايته. في وجود صراصير أخرى تلعب دور المشاهدين، لوحظت الصراصير وهي تزيد سرعتها بشكل هام للوصول إلى الضوء مقارنةً بتلك الصراصير التي تُركت دون رقابة. ولكن عندما وُضعت الصراصير في ذات الظروف ضمن متاهة وتُركت لتعبرها، ضعف أداؤها في حالة وجود مراقبين، ما أظهر أن الاستجابة المسيطرة غير الصحيحة في وجود الجمهور أضعفت الأداء.

### تقييم القلق
صقل نموذج تقييم القلق لكوترل هذه النظرية لتشمل أي اختلاف آخر في آليات التيسير الاجتماعي. اقترح أن صحة الاستجابة المسيطرة تلعب دورًا في التيسير الاجتماعي فقط عندما يكون هناك توقع لوجود جائزة اجتماعية أو عقوبة مبنية على الإنجاز. تختلف دراسته في تصميمها عن دراسة زانجونك، إذ إنه قدم حالةً منفصلةً أُعطي المساهمون فيه مهمات لإنجازها في وجود جماهير معصوبي الأعين، وبالتالي غير قادرين على تقييم إنجاز المساهم في الدراسة. وُجد أنه لم يحدث تأثير التيسير الاجتماعي، ولذلك يجب أن يلعب توقع تقييم الأداء دورًا في التيسير الاجتماعي.
على أي حال، يبقى تقييم القلق هو المفتاح الوحيد للتيسير الاجتماعي عند البشر، والذي لم يُشاهد عند الحيوانات الأخرى.